# In the Flesh (Ghost Town)
In the Flesh è un EP della band statunitense Ghost Town pubblicato il 29 giugno 2018 dalla Fueled by Ramen.

## Tracce
1. Ghost Town – Don't Leave – 3:45 (testo: Erik Ron, Evan Glasson, Kevin McCullough)
2. Ghost Town – Hell – 3:52 (testo: Erik Ron, Evan Pearce, Kevin McCullough)
3. Ghost Town – Attic – 3:53 (testo: Erik Ron, Evan Glasson, Kevin McCullough, Orlando Welsh)
4. Ghost Town – Rockstar Killer – 4:26 (testo: Erik Ron, Evan Glasson, Kevin McCullough)
5. Ghost Town – Modern Tragedy – 3:45 (testo: Erik Ron, Evan Glasson, Kevin McCullough)